# Fasanerie (Darmstadt)
Die Fasanerie (auch: Wilde Fasanerie) ist eine ehemalige Jagdeinrichtung und aus architektonischen, baukünstlerischen, jagdgeschichtlichen sowie stadtgeschichtlichen Gründen ein Kulturdenkmal im Oberwald bei Darmstadt-Kranichstein.

## Geschichte und Beschreibung
Die Fasanerie stammt aus der Zeit um das Jahr 1715. Bauherr war Landgraf Ernst Ludwig. Sie ist mit einer ca. 2,5 Meter hohen und ca. 0,5 Meter dicken Bruchsteinmauer ummauert.
Die Fasanenzucht gehörte früher zur Hofhaltung des Jagdschlosses in Kranichstein. Unter der Regentschaft des Landgrafen Ernst Ludwig – der ein leidenschaftlicher Jäger war – wurden die Fasanen – nach französischem Vorbild – nicht mehr in der Voliere aufgezogen, sondern in der ummauerten Fasanerie. In der sogenannten Wilden Fasanerie konnten die Tiere frei leben und wurden auch dort gejagt.
Zu der Gesamtanlage Fasanerie gehören auch das Falltorhaus an den Hirschköpfen in der Dieburger Straße und die Hirschköpfe selbst.
An der Ostecke der Fasanerie steht das ehemalige Forsthaus Fasanerie (den Namen trägt heute das Forsthaus in der Kranichsteiner Straße 258). Dieses Gebäudeensemble – in unmittelbarer Nähe des Oberwaldhauses – stammt wahrscheinlich aus der Zeit um das Jahr 1715. Das Forsthaus Fasanerie war zunächst Sitz der Fasanenjäger und Fasanerie-Aufseher, gegen Ende des 18. Jahrhunderts wurde es in die Revierförsterei Fasanerie umgewandelt. Bis in die 1890er-Jahre hinein war das Forsthaus Fasanerie ein beliebtes Ausflugsziel der Darmstädter Bürger. Im Jahre 1898 wurde das Ausflugslokal Forsthaus Fasanerie geschlossen.
Die Revierförsterei Fasanerie wurde im Jahre 1969 aufgehoben.
Im Zentrum der Fasanerie steht das Hartig-Denkmal.